# Tang Yi
Tang Yi (唐奕,  Táng Yì; * 8. Januar 1993 in Shanghai) ist eine chinesische Schwimmerin und galt um das Jahr 2010 als eines der größten Nachwuchstalente des internationalen Schwimmsports.

## Karriere
Ihren ersten Auftritt auf internationaler Bühne hatte sie bei den Jugendweltmeisterschaften im August 2006 in Rio de Janeiro. Über 50 und 100 Meter Freistil verpasste sie die möglichen Bronzemedaillen auf einem fünften und einem vierten Platz knapp. Lediglich von der Französin Ophélie-Cyrielle Étienne bezwungen sicherte sie sich aber über 200 Meter Freistil den zweiten Rang. Im Dezember gleichen Jahres nahm sie im Alter von nur 13 Jahren an den Asienspielen in Doha teil und schwamm mit der 4-mal-200-Meter-Freistilstaffel zum Sieg.
Für die Weltmeisterschaften 2007 in Melbourne berief der chinesische Verband Tang nicht ins Aufgebot. Sie verpasste in der Folge die Qualifikationsnorm für die Individualwettbewerbe der Olympischen Sommerspiele 2008, was dazu führte, dass sie vor heimischer Kulisse in Peking lediglich mit der Staffel über 4 × 100 Meter Freistil antrat. Obschon das Quartett in 3:35,64 min den 14 Jahre alten Asienrekord brechen konnte, musste man sich doch den Australierinnen im Duell um Bronze geschlagen geben. Bei den Weltmeisterschaften im darauffolgenden Jahr in Rom war Tang abermals ausschließlich über die kurze Staffeldistanz im Einsatz; das Team erreichte im Finale trotz einer Verbesserung des Asienrekordes um eine weitere Hundertstelsekunde nur den sechsten Platz. Vier Monate später konnte bei den Asienmeisterschaften drei Silbermedaillen in der Einzelkonkurrenz gewinnen und auf diese Weise die Saison zumindest versöhnlich beschließen.
Zum bislang erfolgreichsten Jahr ihrer sportlichen Laufbahn sollte sich 2010 entwickeln. Gleich zu Jahresbeginn stellte Tang bei den Japan Open mit 1:54,76 min einen neuen chinesischen Landesrekord über 200 Meter Freistil auf der Kurzbahn auf. Bei den anschließenden nationalen Meisterschaften profitierte sie von der Abwesenheit der favorisierten Pang Jiaying und konnte sich die Titel über 100 und 200 Meter Freistil sichern. Ihren bisherigen Karrierehöhepunkt erlebte sie im August bei den Olympischen Jugend-Sommerspielen in Singapur, als sie zu sechs Goldmedaillen schwamm und so zur herausragenden Athletin der Wettkämpfe wurde. Es folgten im November vier Titelgewinne und zwei Silbermedaillen bei den Asienspielen in Guangzhou, bevor Tang mit der chinesischen Mannschaft zu den Kurzbahnweltmeisterschaften nach Dubai reiste. Dort konnte sie mit allen drei Staffeln, in denen sie antrat, Podiumsplatzierungen erzielen und sicherte sich so ihre ersten beiden Weltmeistertitel. Insbesondere das Finale über die 4 × 100 Meter Lagen ist hervorzuheben, denn Tang gelang es als Schlussschwimmerin zur in Führung liegenden US-Amerikanerin Jessica Hardy aufzuschließen, diese zu überholen und als Erste anzuschlagen. Über die doppelte Distanz im Freistil stellte die chinesische Staffel um Tang sogar einen neuen Weltrekord auf.
2011 setzte sich Tangs Erfolgsserie mit je einer Bronze- und Silbermedaille bei der in ihrer Heimatstadt ausgetragenen Weltmeisterschaften fort, ehe sie auch zwei Rennen der Sommer-Universiade in Shenzhen für sich (beziehungsweise ihre Staffel) entscheiden konnte. Ihr gelang anschließend die Qualifikation für die Olympischen Sommerspiele 2012 in London. An deren ersten Tag führte sie als Startschwimmerin die 4-mal-100-Meter-Freistilstaffel ins Finale. Dort reichte es trotz einer starken Zeit von Tang allerdings nur für den vierten Rang. Mit Vorlaufbestzeit zog sie wenige Tage später ins Halbfinale über 100 Meter Freistil ein. Sie erreichte das Finale und gewann dort vor beispielsweise Jessica Hardy, Missy Franklin und der amtierenden Weltmeisterin über diese Distanz, Jeanette Ottesen, die Bronzemedaille. Am letzten Tag der Londoner Schwimmwettkämpfe bestritt sie mit ihren Landsfrauen das Finale über 4 × 100 Meter Lagen; die Staffel erreichte den fünften Platz.
In jeder Hinsicht enttäuschend war hingegen Tangs Abschneiden bei den Weltmeisterschaften 2013 in Barcelona: Über 100 Meter Freistil reichte es für sie lediglich zum siebten Platz im Finale, über die halbe Distanz kam sie sogar nicht über den 26. Rang in den Vorläufen hinaus. Als Schlussschwimmerin der 4-mal-100-Meter-Lagenstaffel schlug sie als Vierte an.

## Rekorde
| Weltrekorde (1)                                             | Weltrekorde (1) | Weltrekorde (1)   | Weltrekorde (1) |
| ----------------------------------------------------------- | --------------- | ----------------- | --------------- |
| 4 × 200 m Freistil (Kurzbahn) (zusammen mit Chen, Liu, Zhu) | 07:35,94 min    | 15. Dezember 2010 | Dubai           |
| Asienrekorde (5)                                            |                 |                   |                 |
| 100 m Freistil (Kurzbahn)                                   | 00:52,27 min    | 18. Dezember 2010 | Dubai           |
| 200 m Freistil (Kurzbahn)                                   | 01:53,07 min    | 19. Dezember 2010 | Dubai           |
| 4 × 100 m Freistil (Kurzbahn) (zusammen mit Zhu, Pang, Li)  | 03:29,81 min    | 18. Dezember 2010 | Dubai           |
| 4 × 100 m Lagen (Kurzbahn) (zusammen mit Zhao, Zhao, Liu)   | 03:48,29 min    | 17. Dezember 2010 | Dubai           |
| 4 × 100 m Freistil (zusammen mit Li, Zhu, Pang)             | 03:35,63 min    | 26. Juli 2009     | Rom             |
| (Stand: 2. August 2012)                                     |                 |                   |                 |